# Glocalização
Glocalização é um neologismo resultante da fusão dos termos global e local. Refere-se à presença da dimensão local na produção de uma cultura global.
O "local" foi definido por Manuel Castells como os "nós" — nós de valor acrescentado aos fluxos econômicos e lugares de vida social. Segundo Paul Soriano, no "glocal", o "local" representaria os "nós" da rede global e integraria não só as resistências, como também as contribuições das formações identitárias locais e regionais à globalização.

## Origem do termo
O termo glocalização foi introduzido na década de 1980 como estratégia mercadológica japonesa, inspirada em dochakuka (em japonês: 土着化; romaniz.: dochakuka), palavra derivada de dochaku (em japonês: 土着; romaniz.: dochaku; lit. "o que vive em sua própria terra"), conceito originalmente referido à adaptação das técnicas de cultivo da terra às condições locais.
No Ocidente, o primeiro autor a explicitar a ideia de glocal é o sociólogo Roland Robertson. Segundo ele, o conceito de glocalização tem o mérito de restituir para a globalização a sua realidade multidimensional; a interação entre global e local evitaria que este último definisse apenas um conceito identitário contra o caos da modernidade, considerada dispersiva e tendente à homologia.